# Theo van Lynden van Sandenburg
Constant Théodore (Theo) hrabě z Lynden van Sandenburg (24. února 1826 Utrecht – 8. listopadu 1885 Langbroek) byl nizozemský politik konzervativní orientace. Jako nestraník byl premiérem Nizozemska v letech 1879–1883. V nejvyšší exekutivní funkci byl 3 roky, 8 měsíců a 21 dní. Jako předseda vlády držel i post ministra zahraničí a posléze i ministra financí. Byl též ministrem pro náboženské otázky (1868) a ministrem spravedlnosti (1874–1877).

## Život
Narodil se ve šlechtické rodině. Vystudoval práva na Univerzitě v Utrechtu, doktorát získal roku 1848. Politickou kariéru začal v zastupitelstvu obce Langbroek, roku 1860 povýšil na provinční úroveň a stal se členem rady provincie Utrecht (byl jím až do roku 1868). V roce 1866 byl prvně zvolen do sněmovny (jejím členem v letech 1866–1868 a 1869–1874). Již za dva roky se dostal do vlády, když krátce spravoval resort, který měl na starosti náboženské otázky s výjimkou těch katolických. Jako ministr spravedlnosti (1874–1877) zrušil okresní soudy a některé jiné typy soudů, které nebyly dostatečně vytížené.
Jeho vlastní kabinet, který sestavil v roce 1879, se navzdory jeho konzervativní orientaci opíral o liberální většinu ve sněmovně a musel tedy integrovat i řadu liberálů. Je proto někdy nazýván též "slučovací kabinet". Uzavřel smlouvu s Belgií o výstavbě železniční tratě Železný Rýn vedoucí z Belgie do Německa přes nizozemské území. V roce 1881 přišel se "zákonem o omezení opilství", který výrazně snížil počet prodejních míst lihovin. Jeho ministr spravedlnosti Modderman prosadil nový a moderní trestní zákoník, který je stále v platnosti. Připravenou daňovou reformu se kabinetu prosadit nepodařilo. V roce 1879 zařídil předmanželskou smlouvu při svatbě Viléma III. s Emmou Waldecko-Pyrmontskou. Jako řadě jiných nizozemských vlád té doby zlomila jeho kabinetu vaz otázka volebního práva a jeho rozšíření.
24. srpna 1882 získal titul hraběte. V letech 1883–1885 byl členem Senátu. Oficiální stránky nizozemského parlamentu ho charakterizují slovy: "Poněkud ješitný, ale angažovaný a politicky obratný". Nový nizozemský biografický slovník použil charakteristiku: "Rozený státník, bystrý, obratný, zdvořilý a velmi zběhlý v klikatých cestách diplomacie. (...) Jeho znalost lidské povahy, jeho takt, jeho pružnost byly neobyčejně velké, jeho řečnické schopnosti a mimořádná energie byly obdivovány přáteli i nepřáteli."